# Lothar de Maizière
Lothar de Maizière, ejtsd [də mɛˈzi̯ɛːɐ̯] vagy [də mɛˈzjɛʀ] (Nordhausen, 1940. március 2.) német jogász, kereszténydemokrata politikus. 1990-ben a Német Demokratikus Köztársaság első és egyetlen demokratikusan megválasztott miniszterelnöke, egyben a független keletnémet állam utolsó kormányfője, majd az egyesített Németország szövetségi kormányának minisztere. A NDK-beli CDU vezetőségi tagjaként jelentős érdemeket szerzett Németország újraegyesítésében. Az MfS-szel való kollaborációval vádolták, emiatt 1990 decemberében visszavonult a politikai élettől.

## Élete, pályafutása

### Származása, családi háttere
Ősei protestáns francia nemesek voltak, a család nevét Maizières-lès-Metz lotaringiai város neve őrzi. A hugenotta családnak 17. század végén menekülnie kellett Franciaországból. Poroszországban kaptak menedéket. A család tagjai egészen a 20. század elejéig francia nyelvű berlini iskolákba és berlini protestáns templomokba jártak. A kereszténydemokrata érzelmű család tagjai aktívan dolgoztak a politikai életben.
Lothar de Maizière a türingiai Burghausenben született Clemens de Maizière (1906–1980) ügyvéd fiaként. Apja a Berlin-Brandenburgi Egyháztanács tagja, a Német Kereszténydemokrata Párt tagja, az NDK megalakulása után a Kelet-Német Kereszténydemokrata Párt (Ost-CDU) helyi csoportjának vezetője. 1936-ban Nordhausenben feleségül vette Christine Rathjét (1910–1981), Johannes Rathje történész–politikus leányát. Több gyermekük született, köztük 1940-ben Lothar.
Lothar apai nagybátyja Ulrich de Maizière (1912–2006) katonatisztként szolgált Reichswehrben, majd a Wehrmachtban, a második világháború után a Nyugatnémet Szövetségi Haderő tábornoka, az 1960-as évektől a Bundeswehr főfelügyelője volt. Ulrich egyik fia, Lothar unokafivére Thomas de Maizière (*1954) CDU-politikus, Angela Merkel bizalmas tanácsadója, 2005–2009 között a Szövetségi Kancellári Hivatal (Bundeskanzleramt) vezetője, a Merkel-kormányokban több miniszteri tárcát is kapott, 2013–2018 között a Németország szövetségi belügyminisztere volt.

### Tanulmányai
1958-ban érettségizett a legrégebbi berlini gimnáziumban, az evangélikus Gymnasium zum Grauen Kloster-ben. 1959–1965 a (kelet-)berlini Hanns Eisler Zeneművészeti Főiskola brácsa-szakán tanult. Brácsistaként dolgozott különféle zenekarokban, köztük a Berlini Rádió Szimfonikus Zenekarában is. Egyik karjában ideggyulladás (neuritis) keletkezett, emiatt 1975-re fel kellett adnia hangszeres zenészi pályáját. 1969–1975 között levelező hallgatóként a berlini Humboldt Egyetem jogtudományi szakán tanult. 1975-től ügyvédként dolgozott. 1987-től Gregor Gysinek, a (Kelet-)Berlini Ügyvédi Kollégium elnökének helyettese lett. Jogosultságot szerzett az NDK Legfelső Bíróságán működő Katonai Büntetőtanács ügyeiben végzendő ügyvédi munkához is. Ügyvédként 1989-ig főleg olyan fiatalok védelmét látta el, akiket fegyveres szolgálat megtagadása vagy pacifista tevékenység miatt fogtak perbe. (Az NDK törvénykönyve az ilyen magatartást büntetendő cselekménynek minősítette).

### Pártmunkás és parlamenti képviselő
1956-ban belépett a (Kelet-Német) Kereszténydemokrata Pártba (Ost-CDU), az NDK négy „tömbpártjának” egyikébe. Az NDK Demokratikus Tömbjébe tömörült „tömbpártok” (Blockpartei) mindenben alárendelték magukat a marxista-leninista Német Szocialista Egységpártnak, vele közös politikai tömböt alkottak, önálló politikai szerepet nem vittek. Saját nyilatkozatai szerint Maizière semmilyen pártfunkciót nem viselt. A német újraegyesítési folyamat őt vetette a felszínre: 1989. novemberétől 1990-ig a párt elnöke volt. 1989. november 28-án a Demokratikus Blokk ülésén Maizière bejelentette, hogy pártja december 5-i hatállyal kilép a Blokkból, nem része többé ennek a látszat-demokratikus szervezetnek. Maizière lépése megnyitotta az utat a Demokratikus Tömb felbomlása és a volt tömbpártok politikai önállósodása felé. 1989. december 7-től megkezdődtek a kerekasztal-tárgyalások, ahol Maizière is jelentősen közreműködött abban, hogy 1990-ben demokratikus parlamenti választás (Volkskammerwahlen) révén leváltották Hans Modrow utolsó kommunista miniszterelnök kormányát, megkönnyítve az újraegyesítést. 1990 októberében Maizière-t az össz-német Kereszténydemokrata Unió (CDU) első elnökhelyettesévé, ezzel egyidőben a CDU brandenburgi tartományi elnökévé választották, e tisztségeket 1991. szeptember 6-i lemondásáig viselte.
1990 márciusától októberéig Maizière az NDK országgyűlési képviselőházának, a Volkskammer-nek tagja volt, a kelet-berlini választási körzet választott küldöttjeként, a CDU színeiben. 1990. március 27. és április 10. között rövid ideig a CDU és az ekkor még önálló Demokratikus Ébredés (Demokratischer Aufbruch) mozgalom frakcióvezetője volt, röviddel miniszterelnökké választása előtt visszalépett, tisztségét Günther Krause vette át. 1990 októberében Maizière egyike lett azoknak a Volkskammer-képviselőknek, akiket az össznémet Bundestagba delegáltak. Az 1990 decemberében tartott szövetségi parlamenti választáson a brandenburgi tartományi listáról ismét bejutott a Bundestagba, de 1991. október 15-én lemondott mandátumáról és minden pártbeli tisztségéről.

### Kormányzati megbízatásai az NDK-ban

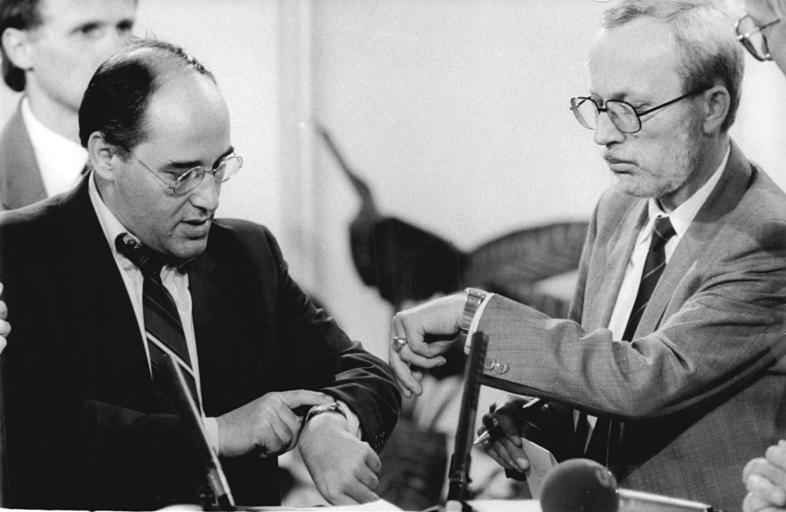
Lothar de Maizière (j), Gregor Gysivel, a PDS elnökével, 1990. december 6-án, az NDK önkormányzati választási stúdiójában, a berlini Köztársasági palotában

1989. november 11-én a Demokratikus Blokk tanácskozásán találkozott először személyesen Egon Krenz-cel, a NSZEP új főtitkárával, a december 6-án leváltott Erich Honecker utódjával. A tanácskozás határozati javaslatának szövegét Krenz állította össze a régi állampárti stílusban. De Maizière kifogásolta a szöveget, és saját alternatív szövegezését fogadtatta el.
1989. november 18-án Hans Modrow lett az NDK minisztertanácsának elnöke. De Maizière a miniszterelnök helyettese és az egyházi ügyek minisztere lett.
1990. február 5-én De Maizière Berlinben Helmut Kohlnak, az NSZK szövetségi kancellárjának bemutatta a Szövetség Németországért (Allianz für Deutschland) elnevezésű új választási tömörülést, mint az NDK-t képviselő tárgyaló partnert, az NSZK kormánypártjával folytatandó jövőbeli megbeszéléseken. Ebben a választási szövetségben a meghatározó erőt egyfelől De Maizière pártja, az NDK Kereszténydemokrata Uniója (Ost-CDU), valamint két új ellenzéki szervezet, a Demokratikus Ébredés (Demokratischer Aufbruch, DA) és a Német Szociális Unió (Deutsche Soziale Union, DSU) képviselték. 1990. március 18-án az NDK-s képviselőház (Volkskammer) tagjainak első demokratikus választásán az ekkor még alig ismert De Maizière lett a Szövetség Németországért csúcsjelöltje. Az NDK első szabadon választott  miniszterelnökének tisztségéért folyó küzdelemben Németország újraegyesítését és a D-Mark bevezetését ígérte. A „Jólétet mindenkinek” (Wohlstand für alle) és az „Egy nép vagyunk”  (Wir sind ein Volk) jelszavakkal kampányolt. A pártszövetség nagyarányú (48,1%) választási eredménnyel győzött, ebben szerepet játszott a De Maizière-t erőteljesen támogató Kohl kancellár népszerűsége is.
A választás után, 1990. április 12-én az NDK képviselőháza elfogadta De Maizière kormányának programját, őt magát az NDK minisztertanácsának elnökévé választották. Április 19-én kiadta első kormánynyilatkozatát. 1990. augusztus 20-án a szociáldemokrata miniszterek kiváltak a kormánykoalícióból, 22-én De Maizière miniszterelnök átvette az NDK külügyminiszteri posztját is.

### Szerepe a német újraegyesítésben

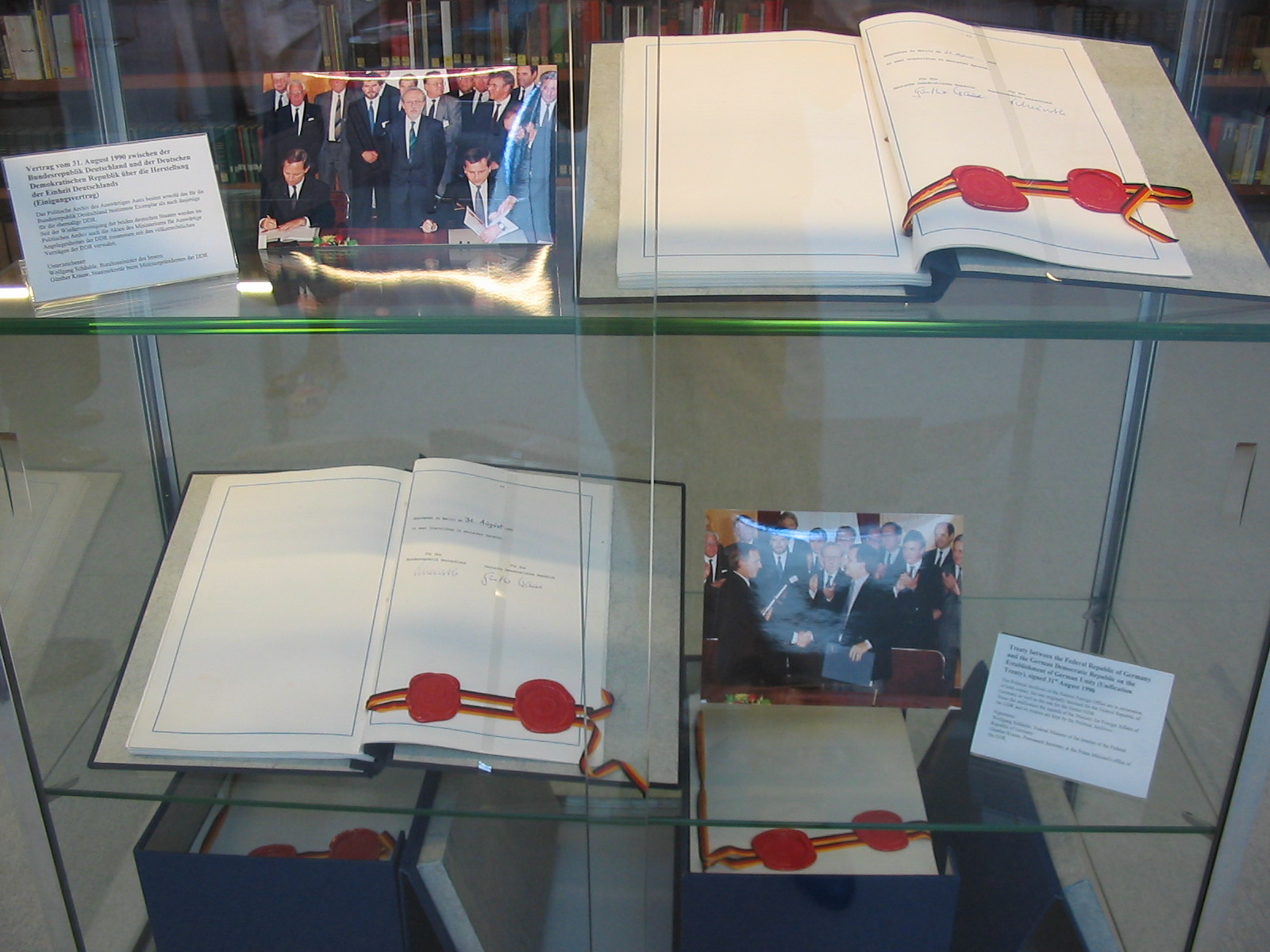
Az NDK és az NSZK egyesítési szerződésének példányai a berlini Külügyminisztériumban, az aláírók fényképével. (A felső fotón középen Lothar De Maizière)

Az NDK minisztertanácsának elnökeként tárgyalta le az NSZK-val való „újraegyesítés” ügyét. Ez három államközi szerződés kidolgozását és aláírását jelentette:
- 1990. május 18-án Bonnban aláírták a valutáris, gazdasági és szociális egyesítési szerződést,
- 1990. augusztus 31-én Kelet-Berlinben írták alá az Egyesítési Szerződést (Einigungsvertrag), végül
- 1990. szeptember 12-én Moszkvában a többoldalú, Németországra vonatkozó végleges szabályozásról szóló szerződést, népszerű nevén „Kettő-plusz-négyes szerződést” (Zwei-plus-Vier-Vertrag).

További fontos törvények, melyeket miniszterelnöksége alatt hozott tető alá:
- 1990. május 17-én lépett életbe az NDK utolsó önkormányzati alaptörvénye a települések és járások önkormányzatának jogállásáról (Gesetz für die Gemeinden und Landkreise),
- 1990. július 22-én lépett életbe a közigazgatási tartományok létrehozásáról szóló törvény (Ländereinführungsgesetz), továbbá
- törvények a jogállamisághoz való visszatérésről, a szociális piacgazdaság feltételeinek megteremtéséről, végül
- 1990. szeptember 24-én a Kelet-Berlinben aláírt, a Varsói Szerződésből való kiválásról szóló törvény.

Az egyesítési szerződés keretében de Maizière fenntartotta a szovjet megszállási (SBZ) zóna és az NDK idejében elkobzott földbirtokok és államosított iparvállalatok tulajdonviszonyait.
A tulajdonviszonyokról szóló közös nyilatkozatot mellékletként csatolták az egyesítési szerződéshez. Roman Herzog javaslata szerint az NSZK alkotmánya 143. szakaszának 3. bekezdését ennek megfelelően módosították. Ez a jogi megoldást napjainkig is vitatják és bírálják.
A gyors egyesítésben érdekelt politikusok, köztük Helmit Kohl és maga de Maizière is úgy érveltek, hogy a pártállami tulajdonviszonyok fenntartásához a Szovjetunió ragaszkodik, a német egyesítés elfogadásának feltételeként. Később bebizonyosodott, hogy ez az indoklás csak kis részben valós. Gorbacsov elnök-pártfőtitkár 1998-ban publikált levele szerint maga Gorbacsov, Eduard Sevardnadze külügyminiszter és Günther Krause (a különleges ügyek német minisztere) egyetértettek abban, hogy a Szovjetunió az 1945–1949 közötti kisajátításoknak csak a büntetőjogi vonatkozásait akarja elhárítani.
Az egyesítéssel kapcsolatos magas szintű politikai tárgyalásokon az elkobzott és államosított föld- és ingatlantulajdon visszajuttatásáról vagy szövetségi kártalanításról nem esett szó. Mihail Gorbacsov az NDK-n belüli ún. „nyitott tulajdoni kérdés” megoldását német belügynek tekintette. A  helyzetet bonyolította, hogy a szovjet tárgyalók sem voltak azonos véleményen. A Szovjetunión belül viták zajlottak az ottani kisajátítások rendezéséről, a glasznoszty és a peresztrojka gazdasági-társadalmi hatásairól, mindez az 1990. augusztusi moszkvai puccskísérlethez és Gorbacsov bukásához vezetett. Az NDK lakossága felé Lothar de Maizière miniszterelnök a szocializmus vívmányaként kommunikálta a kelet-németországi földbirtokok és iparvállalatok korábbi kisajátítását.
A döntés következtében az NDK által elkövetett jogfosztások miatt elvárható kárpótlás, jóvátétel gyakorlatilag elmaradt. A döntést már a kortársak is bírálták. De Maizière kormánya a kritikákat tudomásul vette. Ennek negatív következményei napjainkig hatnak. A volt kelet-német tartományokból lényegében eltűnt a középosztály, 
a szövetségi kormányzat pedig elutasítja vagy megnehezíti az NDK idejében jogsérelmet szenvedett csoportok erkölcsi és közjogi kártalanítását,
ami a forgalmi értéknél nagyságrendekkel alacsonyabb kártalanítási összegekben is megnyilvánul.

1990. október 3-án, a német egység napján Helmut Kohl szövetségi kancellár De Maizière-t kinevezte saját (III.) kormányában a különleges ügyek miniszterévé.

### Lemondásának körülményei
A német sajtóban és televízióban már 1990 elejétől megjelentek olyan híresztelések, hogy de Maizière 1989 előtt az MfS külső munkatársa (ún. Inoffizieller Mitarbeiter, közkeletű rövidítéssel I.M.) volt. 1990. március 22-én De Maizière az ARD televízió híradójában tagadta ezt az állítást.
De Maizière következetesen tagadta az egyre konkrétabbá váló vádakat, 1990 szeptemberében egy sajtótájékoztatón veszélyesnek minősítette és ellenezte az újraegyesítés kapcsán tervezett általános amnesztia tervét, melynek keretében az NDK börtöneinek összes lakóját szabadon engedték volna.
December 9-én, néhány nappal a december 2-án megtartott szövetségi parlamenti választás után a Spiegel hetilap azonban olyan dokumentumokat közölt, melyek szerint de Maizière-t az MfS a külső munkatársak (I.M.) sorában „Czerni” (vagy „Czerny”) fedőnév tartotta nyilván. 
1990. december 17-én de Maizière bejelentette lemondását a miniszterségről, megbízatását 19-én vonták vissza. Átmenetileg felfüggesztette CDU-beli tisztségeit is. 1991. február 22-én Wolfgang Schäuble CDU-frakcióvezető bejelentette, hogy az általa létrehozott vizsgálóbizottság tisztázta párttársát. Márciusban a Spiegel újabb dokumentumokat közölt „Czerni”-ről. 1991 szeptemberében de Maizière lemondott a pártban viselt összes tisztségéről és visszaadta Bundestag-képviselői mandátumát is.
1991. november 14-én a Bundestag elfogadta az MfS-akták nyilvánosságra hozásáról rendelkező törvényt (StUG). 1992-ben De Maizière-t egyértelműen azonosították a „Czerni” fedőnevű MfS-munkatárssal.
Lothar de Maizière napjainkig következetesen vitatja az állítást, hogy ő azonos lenne a „Czerni/Czerny” fedőnévű személlyel. Más sajtójelentés szerint a Czerni-aktát az MfS még 1989-ben megsemmisítette.
Az MfS munkatársai 1989–1990 között nagyszámú aktát szaggattak szét és raktak zsákokba, végleges megsemmisítés szándékával. A német szövetségi hatóság mintegy 16 000 ilyen zsákot lefoglalt és elrendelte a dokumentumok helyreállítását. A munka sok nehézséggel jár és lassan halad, de idővel előkerülhetnek a Czerni-ügyre vonatkozó újabb információk is.
Az 1994 októberi parlamenti választáson a CDU berlini szervezete listás helyet ajánlott de Maizière-nek, de ő nem élt a lehetőséggel. Jelenleg (2021-ben) Berlinben dolgozik dolgozik ügyvédként. 2009 óta viseli a Deutsche Gesellschaft nevű, 1990-ben alakult kulturális és társadalmi célú civil egyesület elnöki tisztségét.

### Házassága, családja
Lothar de Maizière házasember, három leánya van. Egyikük, Henriette de Maizière újságíró, 2015 óta a ZDF televízió riportere.

## Művei
Német nyelven
- Lothar de Maizière. Anwalt der Einheit. Ein Gespräch mit Christine de Mazières. Berlin: Argon Verlag (1996). ISBN 3-87024-792-4
- Lothar de Maizière, Volker Resing. Ich will, dass meine Kinder nicht mehr lügen müssen. Meine Geschichte der deutschen Einheit, 2., Freiburg: Herder Verlag (2010). ISBN 978-3-451-30355-5
- Lothar de Maizière (2003. 10). „Ist zusammen gewachsen, was zusammen gehört?”. Anwaltsblatt, Berlin 53, 568–571. o.